# Harumi Fujita
Harumi Fujita (藤田 晴美, Fujita Harumi), née en 1961 à Tondabayashi dans la préfecture d'Osaka est une compositrice et créatrice d'effets sonores japonaise surtout connue dans la communauté du jeu vidéo pour son travail chez Capcom.

## Compositions
- Mad Crasher (1984)
- Bionic Commando (1987)
- Makai Island (1987)
- Tiger Road (1987) - avec Tamayo Kawamoto
- 1943 Kai (1988) - avec de nombreux autres
- Titan Warriors (1988) - non commercialisé
- Strider (1989)
- Gargoyle's Quest (1990) - avec Yoko Shimomura
- Chip 'n Dale: Rescue Rangers (1990)
- Mega Man 3 (1990) - avec Yasuaki Fujita (uniquement Needle Man, Gemini Man et une partie du générique déroulant)
- Skyblazer (1994)
- Bishoujo Senshi Sailor Moon S: Kondo wa Puzzle de Oshioki yo! (1994)
- Panic in Nakayoshi World (en) (1994)
- Tottemo! Lucky Man (1995) - avec Yasuaki Fujita
- Pulstar (1995)
- Todd McFarlane's Spawn: The Video Game (1995)
- Zenkoku Juudan Ultra Shinri Game (1995)
- Tomba! (1997)
- Blazing Star (1998) - avec Seisuke Ito
- Hellnight (1998)
- Magical Tetris Challenge (Game Boy Color) (1999)
- Streets of Rage 4 (2020)

## Source de la traduction
- (en) Cet article est partiellement ou en totalité issu de l’article de Wikipédia en anglais intitulé « Harumi Fujita » (voir la liste des auteurs).